# Sphenostylis schweinfurthii
Sphenostylis schweinfurthii är en ärtväxtart som beskrevs av Hermann August Theodor Harms. Sphenostylis schweinfurthii ingår i släktet Sphenostylis och familjen ärtväxter.

## Underarter
Arten delas in i följande underarter:
- S. s. benguellensis
- S. s. schweinfurthii